# Ministère de la Justice (Québec)
Pour les autres articles nationaux ou selon les autres juridictions, voir Ministère de la Justice.
Le ministère de la Justice est le ministère du gouvernement du Québec chargé « d’assurer la primauté du droit au sein de la société québécoise et de maintenir au Québec un système de justice qui soit à la fois digne de confiance et intègre afin de favoriser le respect des droits individuels et collectifs ».
Le ministre de la Justice est d'office le procureur général du Québec ainsi que le notaire général, le registraire et le gardien du Grand Sceau du Québec.

## Historique
La loi sur le ministère de la Justice est sanctionnée le 19 mai 1965 et entre en vigueur le 4 juin 1965 par proclamation. La loi précise que le ministre de la Justice est d'office nommé procureur général de la province et jurisconsulte du Lieutenant-gouverneur du Québec et du Conseil exécutif. En ce qui concerne l'histoire du Québec, le procureur du Québec est désigné Procureur général du Bas-Canada de 1791 à 1841, de Procureur général du Canada-Est de 1841 à 1867 et enfin de Procureur général du Québec de 1867 jusqu'au 4 juin 1965.

### Identité visuelle (logotype)

Logo jusqu'en 1999.
Logo depuis juin 2001.

## Liste des ministres
| Titulaire Parti        | Titulaire Parti                       | Début                  | Fin                    | Cabinet          |
| ---------------------- | ------------------------------------- | ---------------------- | ---------------------- | ---------------- |
| Ministre de la Justice | Ministre de la Justice                | Ministre de la Justice | Ministre de la Justice | Lesage           |
|                        | Claude Wagner Libéral                 | 4 juin 1965            | 16 juin 1966           | Lesage           |
|                        | Jean-Jacques Bertrand Union nationale | 16 juin 1966           | 26 septembre 1968      | Johnson (père)   |
| 26 septembre 1968      | Jean-Jacques Bertrand Union nationale | 23 juillet 1968        | Bertrand               |                  |
|                        | Rémi Paul Union nationale             | 23 juillet 1969        | Bertrand               | 12 mai 1970      |
|                        | Jérôme Choquette Libéral              | 12 mai 1970            | 30 juillet 1975        | Bourassa (1)     |
|                        | Gérard D. Lévesque Libéral            | 30 juillet 1975        | 26 novembre 1976       | Bourassa (1)     |
|                        | Marc-André Bédard Parti québécois     | 26 novembre 1976       | 5 mars 1984            | Lévesque         |
|                        | Pierre Marc Johnson Parti québécois   | 5 mars 1984            | 3 octobre 1985         | Lévesque         |
|                        | Raynald Fréchette Parti québécois     | 3 octobre 1985         | 12 décembre 1985       | P.M. Johnson     |
|                        | Herbert Marx Libéral                  | 12 décembre 1985       | 23 juin 1988           | Bourassa (2)     |
|                        | Gil Rémillard Libéral                 | 23 juin 1988           | 11 janvier 1994        | Bourassa (2)     |
|                        | Roger Lefebvre Libéral                | 11 janvier 1994        | 26 septembre 1994      | Johnson (fils)   |
|                        | Paul Bégin Parti québécois            | 26 septembre 1994      | 29 janvier 1996        | Parizeau         |
| 29 janvier 1996        | Paul Bégin Parti québécois            | 25 août 1997           | Bouchard               |                  |
|                        | Serge Ménard Parti québécois          | 25 août 1997           | Bouchard               | 15 décembre 1998 |
|                        | Linda Goupil Parti québécois          | 15 décembre 1998       | Bouchard               | 8 mars 2001      |
|                        | Paul Bégin Parti québécois            | 8 mars 2001            | 29 octobre 2002        | Landry           |
|                        | Normand Jutras Parti québécois        | 29 octobre 2002        | 29 avril 2003          | Landry           |
|                        | Marc Bellemare Libéral                | 29 avril 2003          | 27 avril 2004          | Charest          |
|                        | Jacques P. Dupuis Libéral             | 27 avril 2004          | 18 février 2005        | Charest          |
|                        | Yvon Marcoux Libéral                  | 18 février 2005        | 18 avril 2007          | Charest          |
|                        | Jacques P. Dupuis Libéral             | 18 avril 2007          | 18 décembre 2008       | Charest          |
|                        | Kathleen Weil Libéral                 | 18 décembre 2008       | 11 août 2010           | Charest          |
|                        | Jean-Marc Fournier Aucun              | 11 août 2010           | 13 septembre 2010      | Charest          |
|                        | Jean-Marc Fournier Libéral            | 13 septembre 2010      | 19 septembre 2012      | Charest          |
|                        | Bertrand St-Arnaud Parti québécois    | 19 septembre 2012      | 23 avril 2014          | Marois           |
|                        | Stéphanie Vallée Libéral              | 23 avril 2014          | 18 octobre 2018        | Couillard        |
|                        | Sonia LeBel Coalition avenir          | 18 octobre 2018        | 22 juin 2020           | Legault          |
|                        | Simon Jolin-Barrette Coalition avenir | 22 juin 2020           | En fonction            | Legault          |

### Ministre délégués et responsables
De septembre 1994 à juin 2020 le ministre de la Justice est également chargé de l'application des lois professionnelles. Depuis juin 2020 cette responsabilité est transférée au ministre de l'Enseignement supérieur.

## Organismes liés
Les organismes suivants sont liés au ministère de la Justice :
- Commission des droits de la personne et des droits de la jeunesse
- Commission des services juridiques
- Conseil de la justice administrative
- Directeur des poursuites criminelles et pénales
- Fonds d'aide aux actions collectives
- Office de la protection du consommateur
- Société québécoise d'information juridique
- Tribunal administratif du Québec

### Anciens organismes liés
Les organismes suivants ont été liés au ministère de la Justice au cours de leur existence:
- Bureau des infractions et amendes
- Le Comité de protection de la jeunesse, de création en 1977 à son abolition en 1989 ;
- La Commission des affaires sociales de janvier 1996 à son abolition en avril 1998 ;
- La Commission d'appel en matière de lésions professionnelles (jusqu'à son remplacement par la Commission des lésions professionnelles en avril 1998) ;
- La Commission de refonte des lois et des règlements ;
- Protection civile du Québec ;
- Le Tribunal de l'expropriation de sa création en 1973 jusqu'à son remplacement par la Chambre de l'expropriation de la Cour provinciale en 1986 ;
- Le Tribunal du travail avant son remplacement par la Commission des relations du travail en novembre 2002[5];
- Plusieurs organismes ont relevé du ministère de la Justice avant leur transfert au ministère du Solliciteur général et notamment :
  - La Commission québécoise des libérations conditionnelles ;
  - La Commission de police du Québec ;
  - La Régie des permis d'alcool ;
  - La Sûreté du Québec.